# الوادي الكبير
نهر الوادي الكبير أو النهر الكبير (بالإسبانية: Guadalquivir)، هو خامس أطول نهر في شبه الجزيرة الإيبيرية، وثاني أطول نهر يقع بكامله داخل إسبانيا. يُعد الوادي الكبير النهر الرئيسي الوحيد في إسبانيا الصالح للملاحة. حاليًا، يمكن الإبحار فيه من مدينة إشبيلية حتى خليج قادس، أما في العهد الروماني فكان صالحًا للملاحة حتى مدينة قرطبة.
يجري النهر في منطقة الأندلس ويصب في المحيط الأطلسي غربي مضيق جبل طارق. أطلق الفينيقيون عليه اسم بايتس وبعدهم الرومانيون سموه بيتيس Baetis، وأطلق المسلمون عليه تسميته الحالية. من روافده نهر جندلة ونهر بئار.

## أحداث تاريخية
في عام 711، غرق الملك لذريق في الوادي، محاولا عبوره. كان ذلك بعد المعركة التي خاضها ضد جيوش المسلمين بقيادة طارق بن زياد. ، والتي انهزم فيها بعد هروب العديد من جنوده. المعركة هي معركة وادي لكة. دارت رحاها بين 19 و 26 يوليوز.